# Leirvogsá
Die Leirvogsá ist ein Fluss im Hauptstadtgebiet von Island.
Sie ist der Abfluss aus dem Leirvogsvatn, der auf eine Höhe von 211 m über dem Meeresspiegel liegt.
Kaum 200 m flussabwärts fließt sie unter dem Þingvallavegur  durch.
Am Tröllafoss sürzt die Leirvogsá um 10 m in die Tiefe.
Nördlich der Stadt Mosfellsbær überbrückt die Ringstraße  den Fluss, die in diesem Abschnitt auch Vesturlandsvegur genannt wird.
Die Leirvogsá strömt nördlich der örtlichen Landebahn in die Bucht Leirvogur.
Der Fluss ist 12 km lang und hat ein Einzugsgebiet von 85 km².
Sie ist auf ganzer Länge Gemeindegrenze von Mosfellsbær zu Reykjavík.
Die Leirvogsá ist ein ergiebiger Fluss zum Lachs-Angeln.